# Chromatyka
Chromatyka – w muzykologii zasada doboru dźwięków polegająca na dodawaniu do melodii i harmonii opartej na skali diatonicznej (siedmiodźwiękowej) dźwięków podwyższonych i obniżonych o pół tonu, gdy dźwięk sąsiadujący odległy jest o cały ton. W zapisie nutowym do podwyższenia i obniżania dźwięku służą znaki chromatyczne: krzyżyk, krzyżyk podwójny, bemol, bemol podwójny, kasownik. Skala diatoniczna z wprowadzonymi wszystkimi interwałami półtonowymi nazywa się skalą chromatyczną.
Chromatyka nie jest tym samym co dodekafonia, ponieważ skala chromatyczna nie jest tym samym co skala dwunastodźwiękowa. Obydwie posiadają ten sam materiał dźwiękowy, ale w pierwszej występuje tzw. ośrodek tonalny (stopień skali, wokół którego odbywa się ruch melodyczny), a w drugiej wszystkie stopnie skali są niezleżne od siebie i od toniki.
Chromatycznymi nazywane są instrumenty, w których naturalna skala została rozszerzona do chromatycznej. Przykładami są waltornia (z wentylami obrotowymi) i trąbka (z wentylami tłokowymi).

## Historia
Chromatyka rozumiana jako zamierzone podwyższanie lub obniżanie stopni skali diatonicznej w celu uzyskania określonego charakteru kompozycji pojawiła się około 1550 w twórczości Adriana Willaerta i Cypriana de Rora. Wcześniej występowała w muzyce starogreckiej (barwienie tetrachordów). W początkowych wiekach średniowiecza występowała sporadycznie. W chorale gregoriańskim była zabroniona – dźwięki chromatyczne nazywano toni ficti lub toni falsi (dźwięki sztuczne, fałszywe). Muzykę późnego średniowiecza w której występuje chromatyka nazywa się musica ficta lub musica falsa. W okresie renesansu i baroku była zjawiskiem sporadycznym. Wykorzystywali ją m.in. Carlo Gesualdo, Luca Marenzio, Claudio Monteverdi, Jan Pieterszoon Sweelinck, Girolamo Frescobaldi, Johann Kaspar Kerll i Johann Sebastian Bach. Klasycy wiedeńscy jej unikali. Rozkwit chromatyki nastąpił w epoce romantyzmu, ze znacznym wkładem Richarda Wagnera (np. akord tristanowski w dramacie muzycznym Tristan i Izolda). Istotny dokonania w rozwoju chromatyki miał później Arnold Schönberg.